# Haplophyllum ferganicum
Haplophyllum ferganicum är en vinruteväxtart som beskrevs av Aleksei Ivanovich Vvedensky. Haplophyllum ferganicum ingår i släktet Haplophyllum och familjen vinruteväxter. Inga underarter finns listade i Catalogue of Life.